# Douglas B-18 Bolo
El Douglas B-18 Bolo fue un bombardero medio bimotor de ala baja fabricado por la compañía estadounidense Douglas Aircraft Company durante la segunda mitad de los años 30, como una evolución del avión comercial Douglas DC-2. A pesar de que cuando se inició la Segunda Guerra Mundial había modelos más avanzados, el B-18 Bolo participó durante la primera parte de la misma realizando labores de patrulla aérea de combate. Hubo un proyecto de mejora del avión, que recibió la denominación Douglas XB-22, que nunca llegó a construirse debido a la aparición de otros modelos con capacidades superiores, como el Douglas B-23 Dragon.

## Diseño y desarrollo

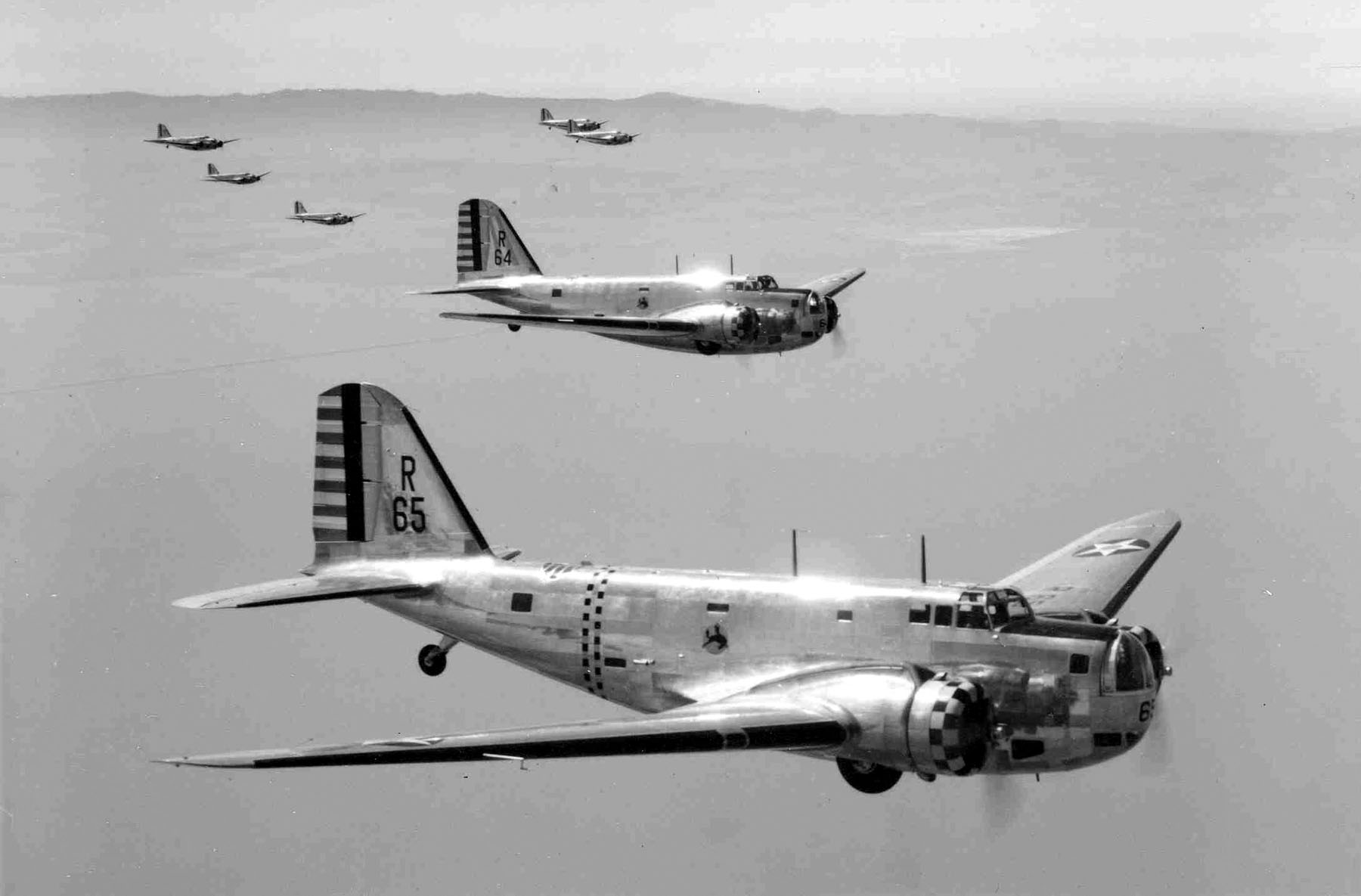
Formación de Douglas B-18 Bolo.

En 1934, el Cuerpo Aéreo del Ejército de los Estados Unidos realizó una solicitud de un bombardero que pudiera cargar el doble de bombas que el Martin B-10, modelo que acababa de entrar en servicio como bombardero estándar del ejército. Al año siguiente, la compañía Douglas Aircraft Company presentó el DB-1, que competiría contra el Boeing Model 299, que más tarde se convertiría en el Boeing B-17 Flying Fortress, y el Martin 146.
Aunque el modelo que presentó Boeing era claramente superior, el accidente que sufrió su prototipo durante un despegue hizo que fuera descartado, por lo que finalmente el modelo elegido fue el de Douglas, que se puso en producción en enero de 1936, con la denominación B-18 Bolo. Durante la Segunda Guerra Mundial, muchos de ellos fueron trasladados a bases ubicadas en Aruba, Puerto Rico y Venezuela para el patrullaje aéreo como cazasubmarinos. Un escuadrón del B-18 Bolo también sirvió en las tareas de defensa del Canal de Panamá desde 1941 hasta 1945, estableciendo sus bases en Aguadulce y Río Hato. 
El prototipo inicial era básicamente un Douglas DC-2 con varias modificaciones, como mayor envergadura (1,4 metros más), y un fuselaje más amplio para acomodar mejor las bombas y a los seis miembros de la tripulación, además de contar con armamento en el frontal, lateral y la zona ventral del avión.

## Historia operacional

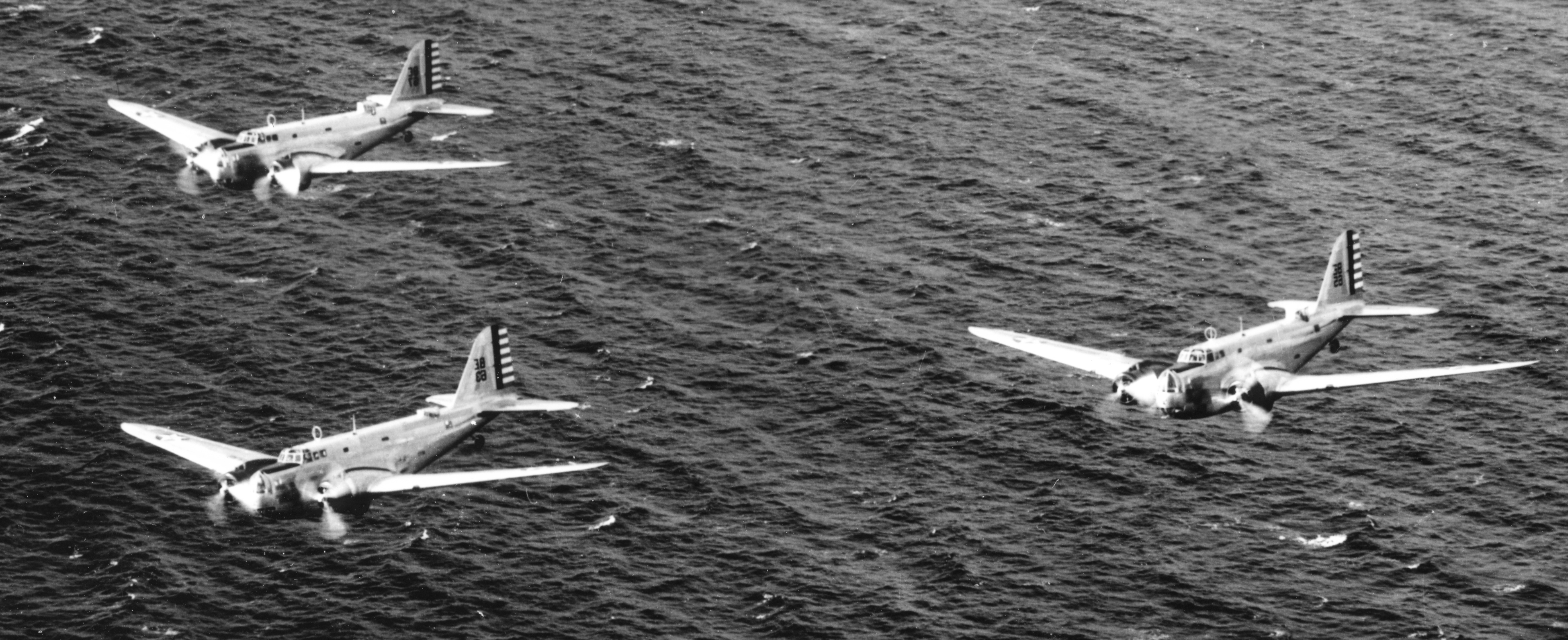
Formación de Douglas B-18 durante unos ejercicios sobre Hawái, 1940-1941.

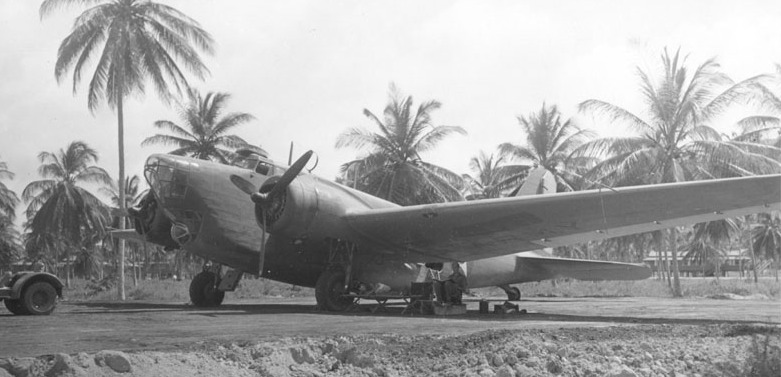
Un Douglas B-18 desplegado al Aguadulce Army Airfield, Panamá.

El contrato inicial solicitaba 133 B-18 (incluyendo el DB-1), usando motores radiales Wright R-1820. El último B-18 del lote, designado DB-2 por la compañía, tenía una torreta proel operada manualmente. Este diseño no llegó a ser estándar. Contratos adicionales en 1937 (177 aviones) y 1938 (40 aviones), fueron para el B-18A, que tenía el puesto del bombardero ubicado más adelante y encima del puesto del artillero de proa. El B-18A también tenía motores más potentes.
Las entregas de B-18 a unidades del Ejército comenzaron en la primera mitad de 1937, siendo probados los primeros ejemplares y siendo devueltos los aviones de evaluación a la División de Material en Wright Field, Ohio, al Mando de Entrenamiento Técnico en Chanute Field, Illinois, el Aberdeen Proving Ground, Maryland, y Lowry Field, Colorado. Las entregas a los grupos operativos comenzaron a finales de 1937, siendo el primero el 7th Bombardment Group en Hamilton Field, California.
Los B-18 de producción, equipados con el equipamiento militar al completo, tenían una velocidad máxima de 349,23 km/h, una velocidad de crucero de 268,76 km/h, y un alcance de combate de 1367,94 km. En 1940, la mayoría de los escuadrones de bombardeo del USAAC estaban equipados con B-18 o B-18A.
Sin embargo, las deficiencias en el bombardero B-18/B-18A pronto se hicieron evidentes a casi todo el mundo. En alcance, velocidad, carga de bombas y particularmente en blindaje defensivo y armamento, el diseño se quedaba corto, y el Cuerpo Aéreo admitió que el avión era obsoleto y totalmente inapropiado en la tarea de bombardeo de larga distancia, para la que había sido adquirido originalmente. Enviar tripulaciones en tales aviones contra enemigos bien armados y determinados habría sido algo menos que suicida.
Sin embargo, a pesar de as conocidas deficiencias del B-18/B-18A, el avión de Douglas era el modelo de bombardero estadounidense más numeroso desplegado fuera de los Estados Unidos continentales en el momento del ataque a Pearl Harbor. Se esperaba que el B-18 pudiera desempeñar un papel provisional hasta que aviones más idóneos como el Boeing B-17 Flying Fortress y el Consolidated B-24 Liberator estuvieran disponibles en cantidad.

### Segunda Guerra Mundial

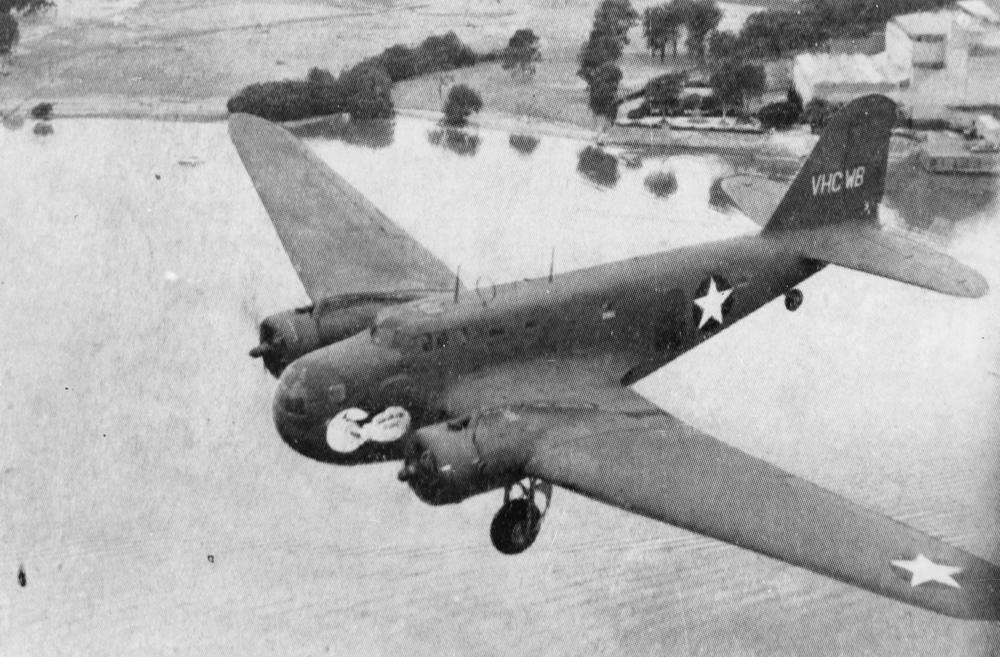
Un B-18 operado por Australian National Airways por cuenta de las USAAF, volando sobre el Río Brisbane en 1943.

Cuando la guerra llegó al Pacífico, la mayoría de los aviones B-18/B-18A basados en ultramar en las Filipinas y en Hawái fueron destruidos en tierra en el ataque inicial japonés. Los pocos Bolo que quedaron no jugaron un papel significativo en las operaciones subsiguientes.
Los Bolo restantes en los Estados Unidos continentales y en el Caribe fueron desplegados más tarde en tareas defensivas en anticipación a ataques a los primeros. Estos ataques nunca tuvieron lugar. Los B-17 suplantaron a los B-18 en el servicio de primera línea en 1942. Tras esto, 122 B-18A fueron modificados para la guerra antisubmarina. El bombardero fue reemplazado por un radar de búsqueda con un gran radomo. A veces, se albergaba un equipo de detección de anomalías magnéticas (MAD) en el puro de cola. Estos aviones, designados B-18B, fueron usados en el Caribe en patrullas antisubmarinas. El 2 de octubre de 1942, un B-18A, pilotado por el capitán Howard Burhanna Jr. del 99th Bomb Squadron, lanzó cargas de profundidad y hundió al U-512 al norte de Cayena, Guayana Francesa.
Dos aviones fueron transferidos a la Força Aérea Brasileira en 1942 y usados con una unidad provisional de entrenamiento de conversión establecida bajo las provisiones del acuerdo de Préstamo-Arriendo. Más tarde fueron usados en patrullas antisubmarinas. Fueron desactivados al final de la guerra. En 1940, la Real Fuerza Aérea Canadiense adquirió 20 B-18A (como Douglas Digby Mark I), y también los usó en tareas de patrulla, siendo inmediatamente enviados al 10 Squadron para reemplazar a los Westland Wapiti del mismo.
Los Bolo y Digby hundieron dos submarinos más en el curso de la guerra. Los Digby del Mando Aéreo Oriental de la RCAF (EAC) llevaron a cabo 11 ataques contra U-boote. El U-520 fue hundido confirmado por la tripulación del Flying Officer F. Raymes del No. 10 (BR) Squadron, el 30 de octubre de 1942, al este de la Isla de Terranova. Sin embargo, las tareas antisubmarinas duraron relativamente poco, y los Bolo fueron sustituidos en esta tarea en 1943 por Consolidated B-24 Liberator, que tenían una carga mucho mayor y un alcance sustancialmente mayor, que finalmente cerraron la brecha del Atlántico medio.
Los B-18 supervivientes de las USAAF acabaron sus vidas útiles realizando tareas de entrenamiento y transporte dentro de los Estados Unidos continentales, y no entraron más en combate. Dos B-18A fueron modificados como transportes de carga desarmados bajo la designación C-58. Al final de la guerra, los bombarderos que quedaban fueron vendidos como excedentes en el mercado comercial. Algunos B-18 de posguerra de varios modelos fueron operados como aviones de carga o como fumigadores por operadores comerciales.

## Variantes
DB-1
Prototipo. Una única unidad construida.
B-18
Versión inicial de producción. 131 o 133 unidades construidas.
B-18M
Versión de entrenamiento del B-18.
DB-2
Versión equipada con una torreta en el frontal. Una única unidad construida.
B-18A
Versión con motores radiales Wright R-1820-53. 217 unidades construidas.
B-18AM
Versión de entrenamiento del B-18A.
B-18B
Versión antisubmarina. 122 unidades convertidas.
B-18C
Versión antisubmarina que contaba con armamento adicional. Dos unidades convertidas.
C-58
Versión de transporte.
Digby I
Modificación del B-18A para la Real Fuerza Aérea Canadiense.
XB-22
Proyecto de mejora del B-18 empleando motores radiales Wright R-2600-3 de 1600 hp (1194 kW) y diversos cambios. Nunca se llegó a construir debido a la aparición de aviones con mejores características, como el Douglas B-23 Dragon.

## Operadores
Brasil
- Fuerza Aérea Brasileña: operó tres unidades.

 Canadá
- Real Fuerza Aérea Canadiense

 Estados Unidos
- Cuerpo Aéreo del Ejército de los Estados Unidos
- Fuerzas Aéreas del Ejército de los Estados Unidos

## Especificaciones (B-18A)
Referencia datos: McDonnell Douglas aircraft since 1920 : Volume I

### Características generales
- Tripulación: Seis
- Longitud: 17,6 m (57,8 ft)
- Envergadura: 27,3 m (89,5 ft)
- Altura: 4,6 m (15,2 ft)
- Superficie alar: 89,1 m² (959,1 ft²)
- Perfil alar: raíz: NACA 2215; punta: NACA 2209[8]
- Peso vacío: 7403 kg (16 316,2 lb)
- Peso cargado: 10 886 kg (23 992,7 lb)
- Peso máximo al despegue: 12 552 kg (27 664,6 lb)
- Planta motriz: 2× motor radial de 9 cilindros de refrigeración por aire Wright R-1820-53 Cyclone.
  - Potencia: 750 kW (1034 HP; 1020 CV) cada uno.
- Hélices: Hamilton Standard Hydromatic tripala de abanderamiento completo

### Rendimiento
- Velocidad máxima operativa (Vno): 348 km/h (216 MPH; 188 kt)
- Velocidad crucero (Vc): 269 km/h (167 MPH; 145 kt)
- Alcance: 1400 km (756 nmi; 870 mi)
- Alcance en ferry: 3400 km
- Techo de vuelo: 7300 m (23 950 ft)
- Carga alar: 120 kg/m² (24,6 lb/ft²)
- Potencia/peso: 0,1369 kW/kg (0,0833 hp/lb)
- Tiempo a altitud: 3000 m (10 000 pies) en 9 min 54 s

### Armamento
- Ametralladoras: 

  - 3 de 7,62 mm
- Bombas: 910 kg normal; 2000 kg máximo

### Aviónica
- Radar ASV SCR-517-T-4 (B-18B)
- Detector de anomalías magnéticas (MAD) Mark IV (B-18B)

## Aeronaves relacionadas

### Desarrollos relacionados
- Douglas DC-2
- Douglas XB-22

### Aeronaves similares
- Douglas B-23 Dragon
- Martin 146
- North American XB-21
- Breguet 693
- PZL.37 Łoś
- Bristol Blenheim

### Secuencias de designación
- Secuencia B-_ (Bombarderos del USAAC/USAAF/USAF, 1926-1962): ← XB-15 - XB-16 - B-17 - B-18 - XB-19 - Y1B-20 - XB-21 →
- Secuencia C-_ (Aviones de Carga del USAAC/USAAF/USAF, 1924-1962): ← C-55 - C-56 - C-57 - C-58 - C-59 - C-60 - C-61 →